# Chiloglottis
Chiloglottis is een geslacht uit de orchideeënfamilie (Orchidaceae). Het geslacht telt ongeveer vijfentwintig soorten die voorkomen in het oostelijke deel van Australië en in Nieuw-Zeeland.

## Soorten
- Chiloglottis anaticeps D.L.Jones
- Chiloglottis chlorantha D.L.Jones
- Chiloglottis cornuta Hook.f.
- Chiloglottis diphylla R.Br.
- Chiloglottis formicifera Fitzg.
- Chiloglottis grammata G.W.Carr
- Chiloglottis gunnii Lindl.
- Chiloglottis jeanesii D.L.Jones
- Chiloglottis longiclavata D.L.Jones
- Chiloglottis palachila D.L.Jones & M.A.Clem.
- Chiloglottis platyptera D.L.Jones
- Chiloglottis pluricallata D.L.Jones
- Chiloglottis reflexa (Labill.) Druce
- Chiloglottis seminuda D.L.Jones
- Chiloglottis sphaerula D.L.Jones
- Chiloglottis sphyrnoides D.L.Jones
- Chiloglottis sylvestris D.L.Jones & M.A.Clem.
- Chiloglottis trapeziformis Fitzg.
- Chiloglottis triceratops D.L.Jones
- Chiloglottis trilabra Fitzg.
- Chiloglottis trullata D.L.Jones
- Chiloglottis truncata D.L.Jones & M.A.Clem.
- Chiloglottis turfosa D.L.Jones,
- Chiloglottis valida D.L.Jones,

## Hybriden
- Chiloglottis × pescottiana R.S.Rogers